# Forcellinia wasmanni
Forcellinia wasmanni  (лат.) — вид мирмекофильных клещей рода Forcellinia из семейства Acaridae. Палеарктика (в том числе, Голландия, Германия, Россия: Дальний Восток, Кавказ (Грузия), Московская область, Тверская область). Длина тела: 0,53—0,7 мм (самки), 0,35—0,5 мм (самцы), 0,21—0,26 мм (гипопусы). Живёт в муравейниках европейского муравья-древоточца (Camponotus ligniperdus), кроваво-красного муравья-рабовладельца (Formica sanguinea), пахучего муравья-древоточца (Lasius fuliginosus; Hymenoptera, Formicidae) и других видов. Питаются органическими остатками, трупами муравьёв, их куколками и личинками. Переносчиками гипопусов клещей служат взрослые муравьи. На Дальнем Востоке России вид Forcellinia wasmanni найден у муравьёв Camponotus obscuripes (Кунашир) и Formica lugubris (Камчатка). Вид был впервые описан исследователем Р. Моньезом (R. Moniez) в 1892 году по материалам, полученным от крупного знатока мирмекофилов Эриха Вассмана, которые он обнаружил в лабораторном гнезде Camponotus ligniperdus в Праге.